# Doepfer MS-404
Le Doepfer MS-404 est un synthétiseur analogique monophonique MIDI en rack, crée en 1995 par le constructeur audio allemand Doepfer.